# Bélmez de la Moraleda (kommun)
Bélmez de la Moraleda är en kommun i Spanien.   Den ligger i provinsen Provincia de Jaén och regionen Andalusien, i den södra delen av landet, 300 km söder om huvudstaden Madrid. Antalet invånare är 1 752.